# Tramway de Moussey
Le tramway de Moussey était une liaison ferroviaire reliant Senones à Moussey dans les Vosges.

## Histoire
Le Tramway de Moussey est en fait un prolongement du Chemin de fer du Rabodeau qui effectuait la liaison d'Étival-Clairefontaine à Senones, mais ces deux lignes furent affrétées par des sociétés indépendantes. L'objectif était de desservir des usines textiles dans la haute vallée du Rabodeau.
La ligne fut ouverte le 26 juillet 1914 par la Société du Tramway de Senones à Moussey mais endommagée rapidement par les combats de la Première Guerre mondiale. Les troupes allemandes démontèrent même la voie de Senones à Moussey. Pour cause de reconstruction, le tramway ne fut remis en service qu'en février 1928.
La ligne ferme définitivement le 31 mars 1951.

## Exploitation
La ligne reliait entre elles les gares de Senones et de Moussey, desservant au passage l'unique gare de La Petite-Raon.
En juillet 1930, la liaison s'effectuait en 18 minutes, dont 7 minutes de Senones à La Petite-Raon.